# Баламку
Баламку (ісп. Balamku) — руїни міста цивілізації мая у штаті Кампече (Мексика).

## Історія
Поселення засновано близько 300 року до н. е. Більша частина історії цього міста все ще не вивчена. Відомо, що найбільше піднесення міста відбувалося на початку класичного періоду мая — у 300—600 роках н. е. Втім до VIII століття міські установи справно функціювали.
Припинило своє існування між 800 і 1000 роками.

## Опис
Розташовано на відстані 5 км від руїн Калакмула, між містами Четумаль і Ескаркега. Місто було зведено на частково осушеному карстовому плато.
Загальна площа становить 25 га. Складається з 4 груп: Центральної, Північної, Південної і так званої Е-групи.
Ритуально-адміністративний центр розташовано в Центральній групі. Основу становить головна площа В та Храм Ягуара (Будова I). Тут знайдено найбільший серед будь-яких знайдених в містах мая ліпний фриз, що його називають «Фризом Чотирьох царів». Він завдовжки 16,8 м. Створено між 550 і 650 роками. Знаходиться в Храмі Ягуара. Кожен з маянських царів зображений у 2 іпостасях: прижиттєвому вигляді та в потойбічному світі. На півночі площі є Будова IV, на захід — Будова VI.
Біля площі В знаходиться Будова V, поруч з якою є площа С. Від останнього на північ є Будова II, на захід — Будова III. На півдні Центральної групи виявлено площу А, неподалік від якої виявлено руїни майданчика для гри в м'яч і низку пагорбів.
Поруч розташована Південна група, яка складається з 4 невеликих площ. Біля кожної з цих площ знаходиться декілька будівель. Саме тут був початковий центр поселення, де вперше з'явилися мешканці міста. Інтерес являє Будова D5-5 в площі В, де основу становлять 2 великих поховання.
Неподалік є 2 великі споруди, що разом утворюють Е-групу (архітектурний комплекс, що складається з великої піраміди на західному боці площі і піднесеної довгої споруди на східному боці).
Північна група перебуває в стадії дослідження. На сьогодні знайдено 6 площ, що оточують піраміду заввишки 15 м.

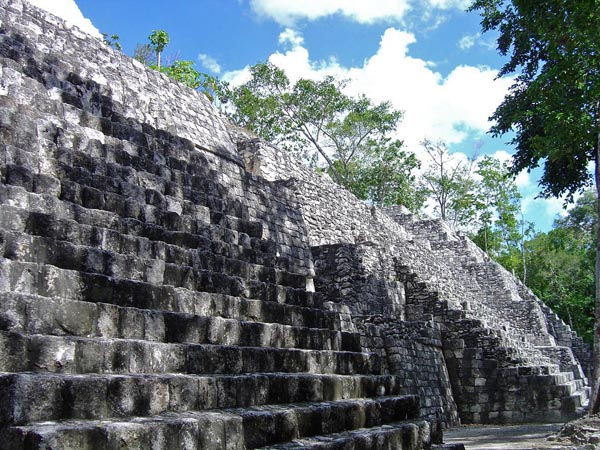
Піраміда
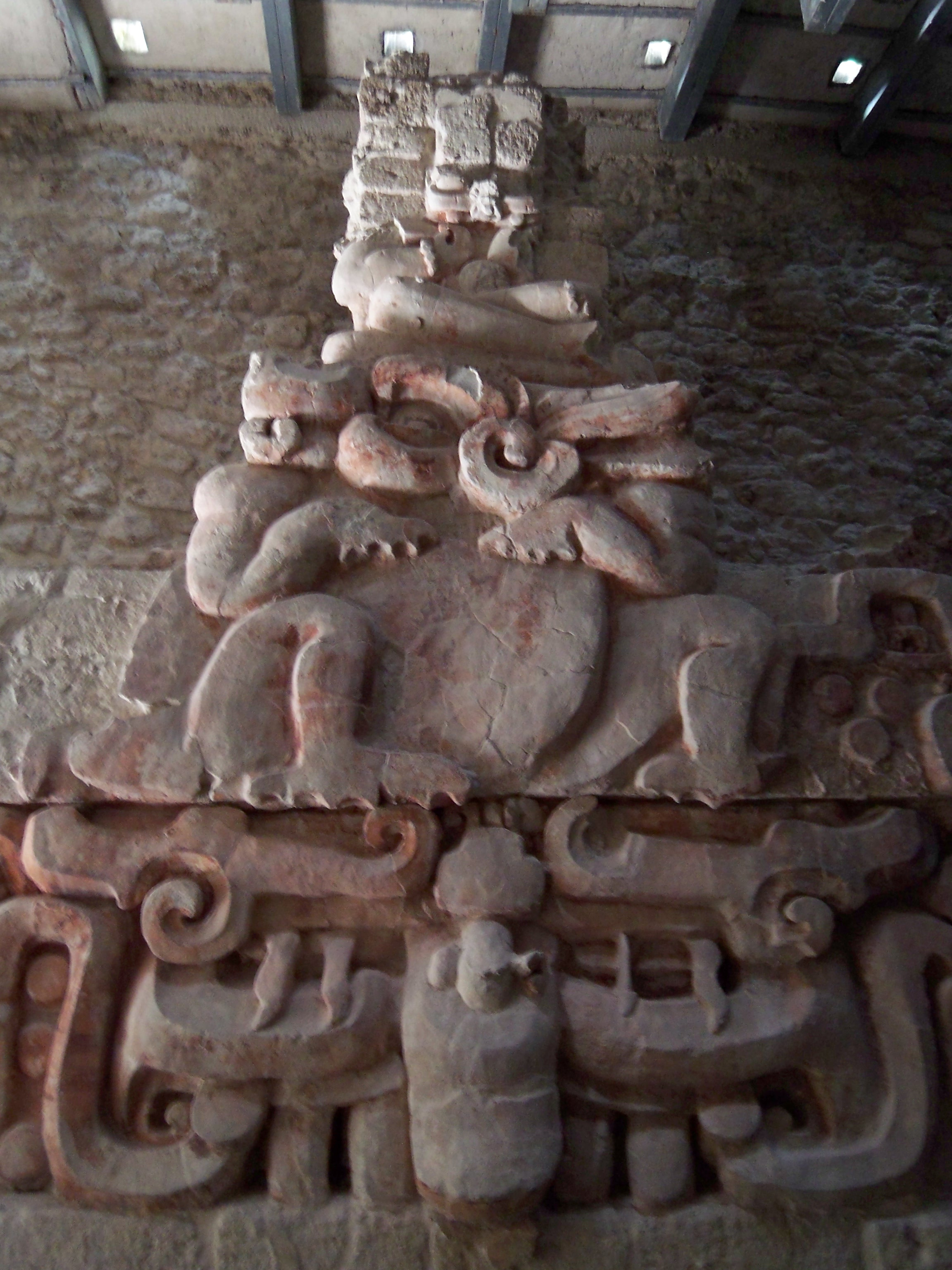
Фриз Чотирьох царів
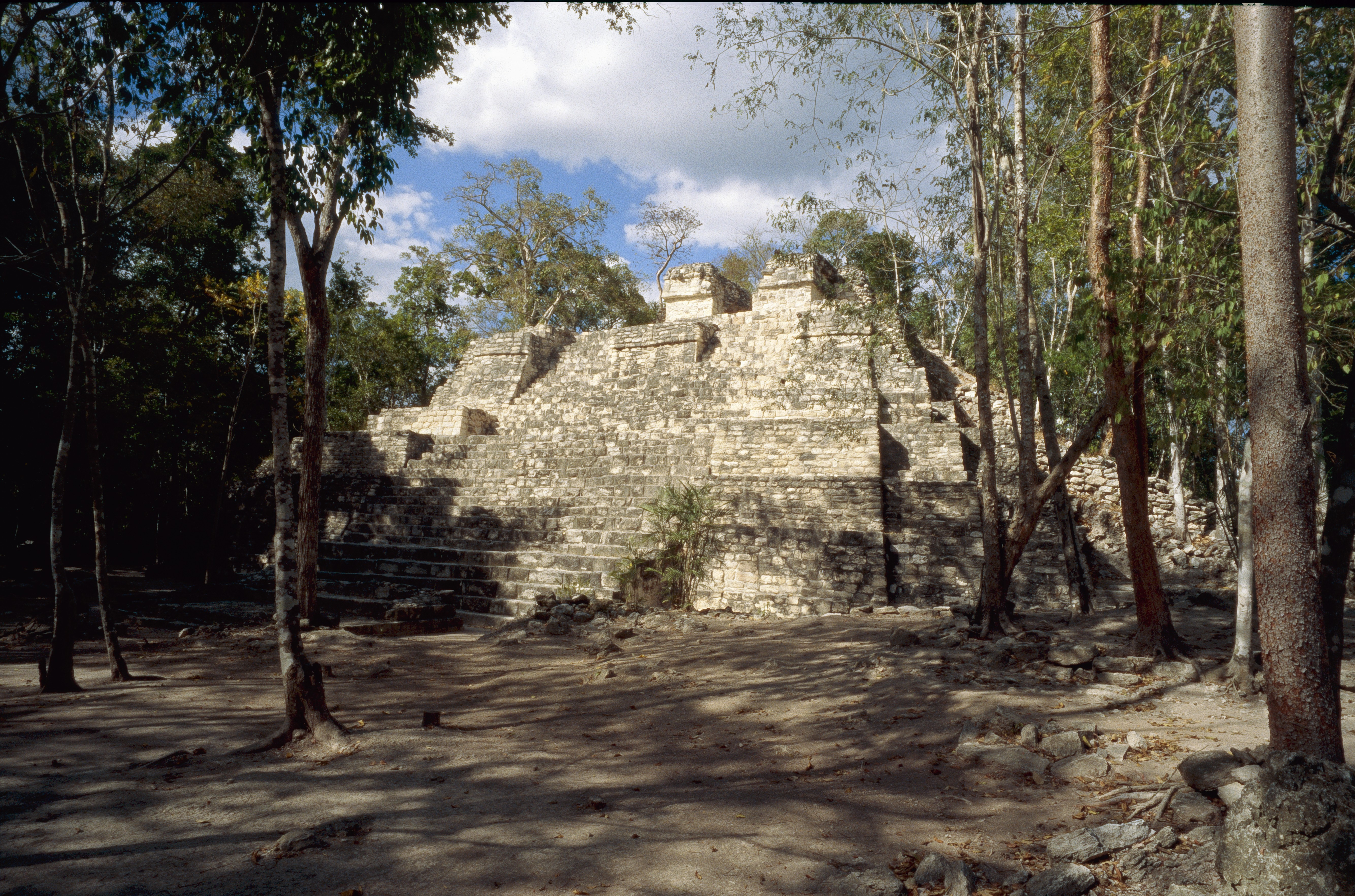

## Історія дослідження
Поселення в 1990 році знайшов Флорентіно Гарсія Круз, археолог регіонального центру Національного музею історії та археології Мексики в штаті Кампече. Перші значні дослідження розпочалися на чолі із Рамоном Карраско в 1994 році й тривали до 1998 року. Новий етап розкопок відбувся у 2010—2014 роках.